# Isopropil etilfosfonofluoridato
Isopropil etilfosfonofluoridato é um organofosforado sintético formulado em C5H12FO2P e na formulação de [(CH3)2CHO]CH3CH2P(O)F. É um potente agente nervoso análogo de Sarin.   
.  